# Alfons Alzamora
Alfons Alzamora, né le 20 mai 1979, à Palma de Majorque, en Espagne, est un joueur espagnol de basket-ball. Il évolue au poste de pivot.

## Palmarès
- Vainqueur de l'Euroligue 2003
- Vainqueur de la Coupe Korać 1999
- Champion d'Espagne 2003
- Vainqueur de la coupe du Roi 2003
- Vainqueur des Jeux méditerranéens de 2001